# 上南方村
上南方村（かみみなみがたむら）は、かつて岐阜県揖斐郡にあった村である。
現在の揖斐郡揖斐川町上南方に該当する。
発足時は大野郡の村であったが、大野郡の分割により揖斐郡の村となった。

## 歴史
- 1874年（明治7年） - 南方村と伊尾野村が合併し、上南方村[注釈 1]となる。
- 1889年（明治22年）7月1日 - 町村制により、改めて上南方村が発足。
- 1897年（明治30年）4月1日[2] - 大野郡の一部と池田郡が合併して揖斐郡となる。当村は揖斐郡の所属となる。
- 1897年（明治30年）4月1日 - 極楽寺村、房島村、若松村と合併し大和村が発足。同日上南方村廃止。

## 教育
- 上南方小学校（現・揖斐川町立大和小学校の前身校の一つ）